# Jordi Villacampa
Jordi Villacampa Amorós (ur. 11 października 1963 w Reus) – hiszpański koszykarz występujący na pozycjach rzucającego obrońcy oraz niskiego skrzydłowego.
Znalazł się w grupie 105 kandydatów nominowanych do grona 50 Największych Osobistości Euroligi (2008).
Plasuje się na drugim miejscu (stan na 2016), na liście najlepszych strzelców wszech czasów ligi ACB z dorobkiem 8991 punktów (śr. 17,77).

## Osiągnięcia
Na podstawie, o ile nie zaznaczono inaczej.

### Drużynowe
- Mistrz:
  - Euroligi (1994)
  - Hiszpanii (1991, 1992)
  - Katalonii (1986–1988, 1990–1992, 1994)
- Wicemistrz:
  - Euroligi (1992)
  - Hiszpanii (1985, 1987, 1990, 1993)
  - Katalonii (1981, 1982, 1984, 1985, 1993, 1995, 1997)
  - turnieju McDonalda (1991)
- Zdobywca:
  - pucharu:
    - Koracia (1981, 1990)
    - Księcia Asturias (1987, 1989, 1991)
    - Hiszpanii (1997)

  - Superpucharu Hiszpanii (1986, 1987)
- Finalista:
  - pucharu:
    - Saporty (1988)
    - Hiszpanii (1985–1987, 1990, 1993)

  - Superpucharu Hiszpanii (1988)

### Indywidualne
- MVP:
  - meczu gwiazd ACB (1987)
  - finałów mistrzostw Katalonii (1994)
- Uczestnik meczu gwiazd:
  - ACB (1986, 1987)
  - FIBA (1990, 1991, 1995)
- Zaliczony do I składu turnieju McDonalda (1991)
- Lider strzelców Pucharu Hiszpanii (1986)
- Klub Joventutu Badalona zastrzegł należący do niego numer 8 (1997)

### Reprezentacja
- Brązowy medalista mistrzostw Europy (1991)
- Uczestnik:
  - igrzysk olimpijskich (1988 – 8. miejsce, 1992 – 9. miejsce)
  - mistrzostw świata:
    - 1986 – 5. miejsce, 1990 – 10. miejsce, 1994 – 10. miejsce
    - U-19 (1983 – 4. miejsce)

  - mistrzostw Europy:
    - 1985 – 4. miejsce, 1987 – 4. miejsce, 1991, 1993 – 5. miejsce, 1995 – 6. miejsce
    - U-18 (1982 – 6. miejsce)
- Zaliczony do I składu mistrzostw Europy (1993)
- Lider strzelców Eurobasketu U-18 (1982)